# Organizzazione degli ufficiali patriottici
L'Organizzazione degli Ufficiali Patriottici (in arabo تنظيم الضباط الوطنيين‎?, Tanẓīm al-Ḍubbāṭ al-Waṭaniyyīn) fu un'organizzazione militare irachena creata da ufficiali sul modello del precedente movimento dei Liberi Ufficiali in Egitto. 
I membri di questa organizzazione clandestina, insorsero il 14 luglio 1958, abbattendo nel sangue la monarchia hascemita e istituendo un regime repubblicano.

## Membri dell'Organizzazione nel 1958
- Generale d'Armata (ʿamīd ) ʿAbd al-Karīm Qāsim (capo dell'OUP dal 1957)
- Gen. d'Armata Najī Ṭālab
- Gen. d'Armata Nāẓim al-Ṭabaqjlī
- Gen. d'Armata ʿAbd al-Raḥmān ʿĀrif
- Gen. d'Armata Aḥmad Ṣāliḥ al-ʿAbdī
- Gen. di Corpo d’Armata (farīq ) Muhammad Najīb al-Rubāʿī (capo dell'OUP fino al 1957, quando divenne ambasciatore in Arabia Saudita)
- Col. ʿAbd al-Salām ʿĀrif
- Col. (ʿaqīd ) Rifaʿat al-Hājj Sirrī
- Col. ʿAbd al-Karīm al-Furjān
- Col. Ṣubḥī ʿAbd al-Ḥamīd
- Col. ʿAbd al-Wahhāb al-Shawwāf
- Col. ʿAbd al-Laṭīf al-Darrājī
- Col. Rajab ʿAbd al-Majīd
- Col. Ṭāhir Yaḥyā
- Col. ʿAbd al-Wahhāb Amīn
- Ten. Col. (muqaddam ) ʿĀdil Hilāl
- Ten. Col. Ismāʿīl al-ʿĀrif
- Ten. Col. Ṣāliḥ ʿAbd al-Majīd al-Sāmarrāʾī
- Ten. Col. Ismāʿīl ʿAlī
- Ten. Col. Ṣāliḥ Mahdī ʿAmmāsh
- Ten. Col. Waṣfī Ṭāhir
- Ten. Col. Ibrāhīm al-Dāʾūd
- Magg. (raʾid ) Bahjat Saʿīd
- Magg. Aḥmad Ḥasan al-Bakr
- Magg. Ḥardān ʿAbd al-Ghaffār al-Tikrītī (aeronautica)
- Magg. Muḥammad Sabʿ (aeronautica)
- Magg. Shākir Maḥmūd
- Magg. Maḥmūd ʿAzīz
- Cap. (naqīb ) Muḥammad Jassām al-Jabbūrī (aeronautica)
- Cap. Mundhir al-Windāwī (aeronautica)
- Sottotenente (mulāzim ) Niʿma Fāris
- Sottotenente ʿAlāʾ al-Jannābī